# Klad

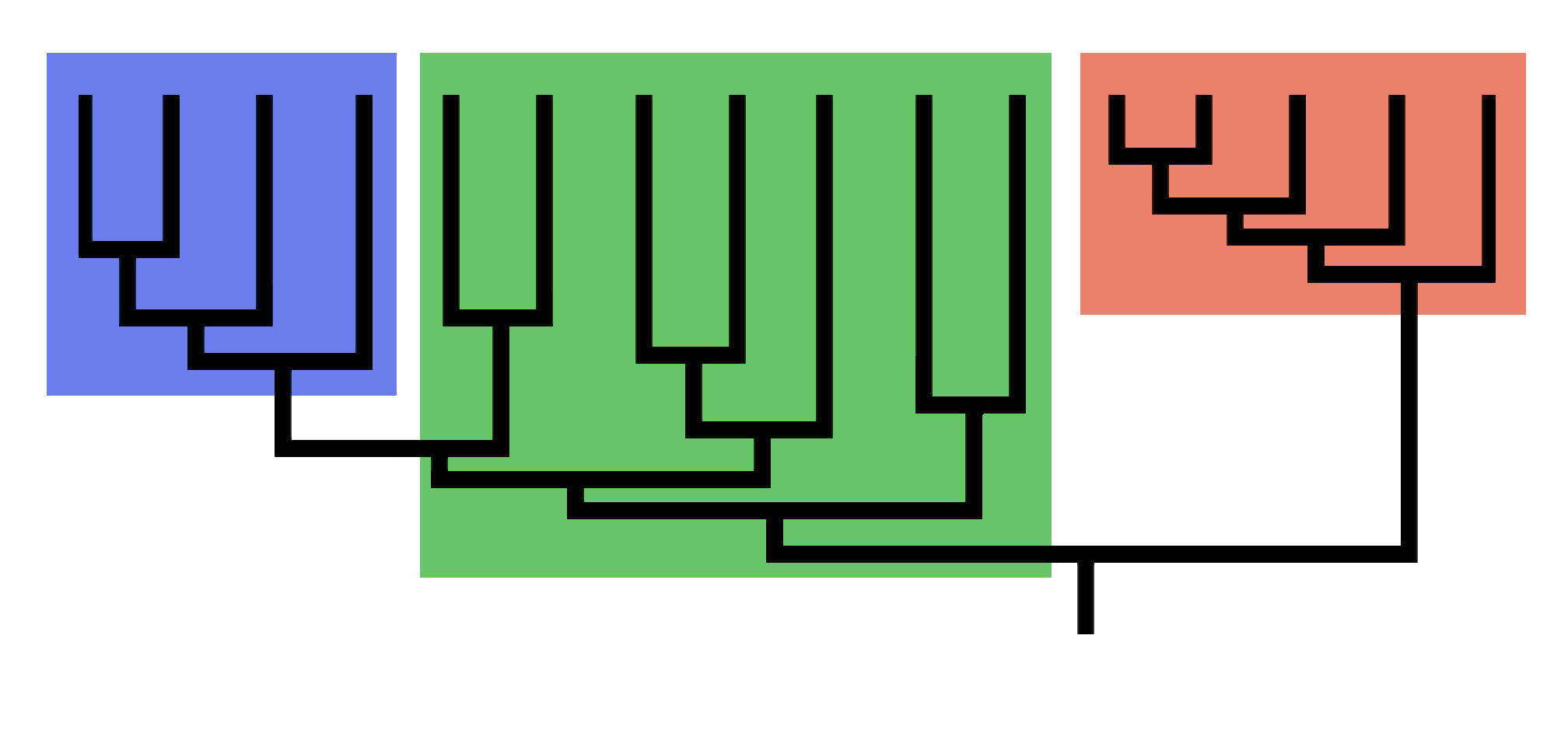
Modrá a červená skupina
jsou klady, zatímco zelená skupina nezahrnuje všechny potomky společného předka,
a proto se o klad nejedná

Klad (z angl. clade, resp. z řec. klados = větev) je označení pro skupinu organismů, která zahrnuje společného předka a všechny z něho vzešlé potomky. Na fylogenetickém stromu se klady zobrazují jako jeho větve. Skutečný klad je tedy z definice holofyletický. Klad vzniká postupnou evolucí organizmů vzešlých ze společného předka.
Fylogenetickou klasifikací organismů založenou na kladech se zabývá kladistika.